# اليمين الاستيفائية
اليمين الإستيفائية أو اليمين المتممة هي يمين يوجهها الحاكم من تلقاء نفسه إلى الخصوم على خلاف شقيقتها اليمين الحاسمة التي توجهها أطراف الخصومة، وهي بمثابة الدليل الذي يتمم أو يستوفي القاضي عبره أدلته، ليكون جاهزا لإقرار الحكم النهائي، وعلى غرار اليمين الحاسمة فإن يمين الإستيفاء قد تنهي الخصومة وتساهم في إقامة الدليل على من هو الطرف الأولى بالحق المتنازع فيه.
وهي يمين تلزم على من وجهت إليه بأن يحلف بالله بأنه صاحب الحق، فإن قبلها اعتبرت دليلا ثابتا لا يمكن الطعن فيه، وإن رفضها باتت دليلا ثابتا عليه.